# Napad na pocztę w Gródku Jagiellońskim
Napad na pocztę w Gródku Jagiellońskim – jedna z najgłośniejszych akcji terrorystycznych przeprowadzonych w międzywojennej Polsce przez Organizację Ukraińskich Nacjonalistów (OUN). 30 listopada 1932 roku grupa 10 lub 11 bojowników OUN dokonała zbrojnego napadu na Urząd Pocztowy oraz Urząd Skarbowy w Gródku Jagiellońskim (w ówczesnym województwie lwowskim), skąd zrabowała ponad 3 tys. złotych. Wskutek ataku zginęły cztery osoby, w tym dwóch napastników, a dziewięć zostało rannych. Z powodu niewielkich efektów i dużych strat własnych akcja została uznana przez ukraińskich nacjonalistów za nieudaną, co doprowadziło do znacznych zmian kadrowych w kierownictwie OUN, a ujawnione w toku śledztwa informacje pozwoliły polskim służbom wyjaśnić także inne przestępstwa, w które byli zamieszani członkowie tej organizacji.

## Przebieg zdarzeń
30 listopada 1932 roku w godzinach popołudniowych grupa 10 lub 11 bojowników OUN, uzbrojonych w broń palną i z zamaskowanymi twarzami, wkroczyła do budynku Sądu Grodzkiego w Gródku Jagiellońskim, w którego pomieszczeniach mieścił się także Urząd Pocztowy oraz Urząd Skarbowy. Zamiarem napastników było zrabowanie pół miliona złotych.  W celu zastraszenia pracowników i klientów obu urzędów, terroryści rozpętali strzelaninę, w której padło ośmioro rannych (jedna z tych osób zmarła następnego dnia w szpitalu), a dwóch napastników zginęło postrzelonych omyłkowo przez swoich towarzyszy (Jurij Berezynski, prywatnie szwagier Romana Szuchewycza, i Wołodymyr Staryk). Z powodu nieoczekiwanego obrotu zdarzeń pozostali przy życiu bojownicy OUN spanikowali i zrabowali tylko 3232 złote i 15 groszy, po czym rzucili się do ucieczki. W czasie obławy zginął jeden funkcjonariusz Policji Państwowej, a rany odniosło dwóch uzbrojonych Polaków uczestniczących w poszukiwaniach. Dwóch uczestników napadu (Wasyl Biłas i Dmytro Danyłyszyn) zostało złapanych następnego dnia w Gródku Jagiellońskim przez ukraińskich chłopów, ponieważ polskie władze rozpuściły plotkę, że poszukiwanymi są Polacy, którzy obrabowali ukraińską spółdzielnię.

## Konsekwencje napadu
W toku śledztwa Biłas i Danyłyszyn przyznali się nie tylko do udziału w napadzie na pocztę w Gródku Jagiellońskim, ale też do zabójstwa posła na Sejm RP Tadeusza Hołówki, które miało miejsce ponad rok wcześniej. Ich proces trwał cztery dni (17–21 grudnia 1932 roku). Obaj zostali skazani na karę śmierci i straceni przez powieszenie w więzieniu we Lwowie następnego dnia po zapadnięciu wyroku, co wywołało protesty i manifestacje społeczności ukraińskiej w Polsce oraz Kościoła greckokatolickiego. Dla bojowników OUN Biłas i Danyłyszyn stali się męczennikami.
Mariana Żurakowskiego, również odpowiedzialnego za atak i aresztowanego w Stanisławowie, skazano na najwyższy wymiar kary w oddzielnym procesie, lecz prezydent Rzeczypospolitej Ignacy Mościcki złagodził mu karę do 15 lat więzienia. Inni uczestnicy napadu usłyszeli wyroki wieloletniego więzienia: Zenona Kossaka skazano na 7 lat pozbawienia wolności, Mychajła Kuspisa na 5 lat, a Mykołę Motykę, Jarosława Biłasa i człowieka o nazwisku Maszczak na 2 lata więzienia. Wobec dwóch uczestników napadu, o nazwiskach Cap i Kowalukiwna, ze względu na ich małoletniość sąd odstąpił od wymierzenia kary.
Niepowodzenie napadu na pocztę w Gródku Jagiellońskim rozpoczęło serię wewnętrznych czystek w szeregach OUN. Kierownik Krajowej Egzekutywy OUN Bohdan Kordiuk został zmuszony do ustąpienia ze stanowiska, na którym zastąpił go Stepan Bandera. Pomysłodawca i główny organizator napadu, Mykoła Łebed´, w obawie przed karą dyscyplinarną za niepowodzenie akcji, uciekł do Czechosłowacji, a następnie do Berlina, gdzie odbył się nad nim sąd koleżeński. Postanowiono tam dać Łebediowi kolejną szansę i polecono mu zorganizować nową akcję, którą odkupi swoje winy. Tą akcją okazał się kilka miesięcy później zamach na ministra spraw wewnętrznych Bronisława Pierackiego.

## Upamiętnienie

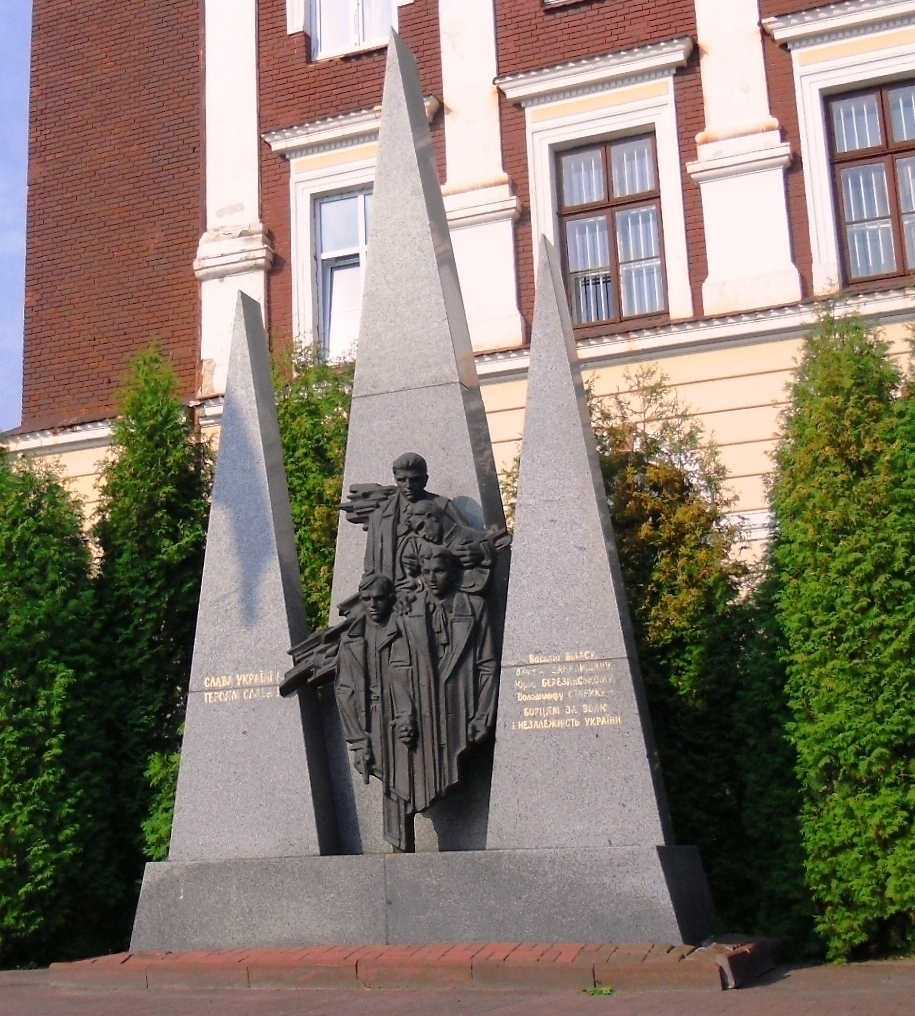
„Pomnik bojowników za wolność Ukrainy” na miejscu napadu

W 2003 roku przed budynkiem dawnego Sądu Grodzkiego w Gródku (gdzie mieści się siedziba rejonowej administracji państwowej) odsłonięto „Pomnik bojowników za wolność Ukrainy”. Podstawą monumentu są trzy kamienne stożki, symbolizujące kształt tryzuba, pomiędzy którymi umieszczono rzeźbę z postaciami czterech terrorystów, którzy ponieśli śmierć wskutek ataku (dwóch w trakcie napadu i dwóch straconych). Na tablicy po prawej stronie od rzeźby umieszczono inskrypcję: „Tutaj, 30 listopada 1932 roku, bojownicy UWO-OUN: Wasyl Biłas, Dmytro Danyłyszyn, Jurij Berezynski i Wołodymyr Staryk dokonali bohaterskiego czynu w walce za wolność i niezależność Ukrainy: zbrojnego napadu w Gródku na budynek pocztowo-sądowy polskiego reżimu okupacyjnego”.
We wrześniu 2018 roku w mediach pojawiły się informacje o tym, że greckokatolicki ksiądz i kapelan armii ukraińskiej Mychajło Hredil reżyseruje film krótkometrażowy na temat napadu na pocztę w Gródku Jagiellońskim, do którego zdjęcia są realizowane w faktycznym miejscu ataku. Produkcja została dofinansowana na kwotę 15 tys. hrywien przez władze obwodu lwowskiego. W grudniu tego samego roku ukazał się pierwszy zwiastun filmu. Produkcja została określona przez tzw. środowiska kresowe mianem antypolskiej. Film zatytułowany Nezłamni (Niezłomni) został opublikowany w serwisie YouTube na początku 2020 r.
Historia napadu na pocztę w Gródku jest również tematem filmu Eks w reżyserii Serhija Łysenki z 2020 r.